# 中嶋泉
中嶋 泉（なかじま いずみ、1976年 - ）は、日本の美術史学者。学位は修士（学術）（一橋大学・2002年）、Master of Arts（リーズ大学・2003年）。専門は、20世紀の美術史における女性の創作活動。大阪大学大学院文学研究科准教授。

## 来歴
国際基督教大学教養学部卒。リーズ大学大学院修士課程を経て、一橋大学大学院言語社会研究科美術史専攻博士課程後期単位取得満期退学。広島市立大学芸術学部准教授、首都大学東京人文科学研究科准教授をなど経て、現在、大阪大学大学院人文学研究科准教授。
2020年、『アンチ・アクション - 日本戦後絵画と女性画家』でサントリー学芸賞（芸術・文学部門）及び、女性史青山なを賞受賞。

## 著作
- 『アンチ・アクション - 日本戦後絵画と女性画家』（ブリュッケ、2020年）
- 『ニューヨーク - 錯乱する都市の夢と現実』(共著、竹林舎、2017年)